# Teluk Merbau (Dayun)
Teluk Merbau is een bestuurslaag in het regentschap Siak van de provincie Riau, Indonesië. Teluk Merbau telt 1894 inwoners (volkstelling 2010).